# La tribù del pallone - L'ultimo goal
La tribù del pallone - L'ultimo goal (Die Wilden Kerle 5 - Hinter dem Horizont) è un film del 2008 diretto da Joachim Masannek, autore in prima persona dei libri dai quali è stato tratto e quinto adattamento cinematografico di questi ultimi. 
In Germania il film è uscito nel 2008, mentre in Italia è andato in onda per la prima volta su Sky Cinema 1 il 4 agosto 2009.

## Trama
Dopo aver sconfitto i “Lupi” e i “Silverlite” nell'episodio precedente, gli “Scatenati” celebrano felicemente il loro trionfo nella foresta. Una sera, presso un lago, Leo e Vanessa, da sempre innamorati, si giurano fedeltà eterna; nel contempo, vengono osservati da due figure cupe che entrano in azione non appena i due si addormentano. Il giorno successivo, Leo è infatti scomparso misteriosamente. Vanessa, arrabbiata e frustrata, non si fida definitivamente più di lui dal momento che Leo l’ha già delusa molte volte dandosi alla fuga. Tuttavia Rudy e Josh sono fermamente convinti che Leo sia stato rapito da dei vampiri. Recentemente, infatti, Rudy ha costruito una cintura in grado di rilevare creature sovrannaturali (chiamata beffardamente da Vanessa "fibbia cerca fantasmi") che ha emesso una luce rossa, indicante, appunto, "vampiro". Anche se gli altri non credono molto alla teoria di Rudy e Josh, iniziano ugualmente la ricerca in sella alle proprie motociclette. Tuttavia non vi è traccia di Leo da nessuna parte e, anche dopo dieci mesi, non vi è ancora alcun segno di vita da parte sua.
Nel frattempo, gli Scatenati raggiungono una fortezza in rovina fatta di acciaio e cemento, che si rivela essere il “luogo oltre l'orizzonte”. Una strana figura incappucciata dice loro che Leo si trova lì, ma che è anche "morto" e "pietrificato". I ragazzi si dirigono alla rocca nonostante il ragazzino incappucciato, di nome Ink Oink, li avverta che sarebbero andanti incontro allo stesso destino di Leo, e durante la notte incontrano finalmente i vampiri, che si presentano come “Cercatori di ombra”. Gli Scatenati vogliono sapere da loro dove si trovi Leo; tuttavia Darkside, il capo dei vampiri, li sfida in primo luogo ad una partita di F6-3D (calcio a sei in tre dimensioni). I vampiri vincono la sfida per due a zero, grazie tra l'altro al loro particolare potere, la "penombra sfrecciante" (che consente loro di spostarsi rapidamente da un luogo ad un altro). In tal modo, i ragazzi sono intrappolati sotto la custodia dei vampiri. Darkside seduce Vanessa e la convince a dimenticare Leo e a diventare una vampira. Gli altri Scatenati, ovvero Maxi, Nerv, Klette, Rudy, Josh e Markus, vengono sedotti e Blossom morde Maxi, ma solo per breve tempo, in modo che sia trasformato solo parzialmente. Sollecitati da Nerv, gli Scatenati cercano di fuggire e ci riescono, ad eccezione di Klette, grazie all'aiuto di Ink Oink che porta i restanti ragazzi al sicuro sul tetto. Quest’ultimo mostra loro Leo, che è però ridotto ad una statua di pietra in quanto è stato morso da Blossom e si è poi esposto alla luce del sole, dannosa per i vampiri, nel tentativo di fuggire. Li porta poi nel suo rifugio vicino alla fortezza dei Cercatori di ombra e mostra loro la sua arma segreta, un cannone a plasma solare, che i ragazzi potrebbero usare contro i vampiri per vendicare Leo.
Durante la notte Ink Oink affida il turno di guardia a Maxi, ma improvvisamente si presenta Blossom, e Maxi, combattuto tra l’amore per lei e il rimorso nei confronti dei suoi amici, si lascia trasformare completamente. Viene dunque ritenuto un traditore da Ink Oink e dagli altri Scatenati, i quali vengono tutti catturati e imprigionati dai vampiri.
Vanessa, che ha ripudiato Darkside e la sua nuova natura vampira, e Klette, che i due vampiri più giovani, Jekyll e Hyde, cercano di sedurre e mordere con innumerevoli tentativi, sono state nel frattempo catturate nella fortezza dei vampiri, ma riescono a fuggire e a trovare la statua di Leo. Vanessa scopre nella sua mano una lettera, la quale afferma che la trasformazione in pietra può essere annullata solo se lei lo bacia al primo raggio del sole nascente.
Darkside viene convinto da Vanessa a giocare una partita di calcio finale nel campo dei vampiri, la “Porta dell’Inferno”, con in palio Leo e la libertà di tutti gli Scatenati qualora questi ultimi vincessero. Gli Scatenati sono inizialmente in svantaggio, ma riescono a recuperare e a pareggiare con un 2 a 2. Tuttavia Darkside risponde a ciò combattendo con mezzi sleali: punta il cannone al plasma solare di Ink Oink sugli Scatenati, accecando Markus e costringendo Vanessa e Maxi a nascondersi per evitare di trasformarsi in pietra. Maxi salva un tiro in porta, che Markus non poteva intercettare a causa di un colpo precedente, poco prima della linea, ma si ritrova esposto alla luce solare del cannone e rimane pietrificato. Vanessa riesce però a segnare il goal della vittoria. La ragazza, dunque, deve prima chiedere perdono a Leo per essersi lasciata sedurre da Darkside. Quando lui la perdona e lei lo bacia alla luce del sole che sorge, Leo torna alla vita e Vanessa non è più una vampira. Blossom bacia Maxi, di cui è ormai innamorata, e spezza la maledizione per entrambi. Gli altri ragazzi liberano poi le vampire innamorate di loro: Markus libera Düsentrieb, Rudy Terry, Josh Marry e Nerv, piuttosto disgustato, viene costretto da Klette a baciarla. Quando tutti si recano fuori dal campo, Nerv nota tuttavia che Klette indossa un collare di metallo che aveva impedito la sua trasformazione e che quindi non era una vampira. Darkside e i due giovani vampiri Jekyll e Hyde rimangono nella fortezza nella loro eterna oscurità, mentre gli altri godono la propria libertà alla luce del sole partendo in sella alle motociclette insieme agli Scatenati.

## Colonna sonora
1. Wisst ihr Noch
2. Höllentor
3. Jeckyl und Hyde
4. Sonnenwind
5. Leon
6. 186
7. Jetzt
8. Ich komm zu dir
9. Schattensucher
10. Dafür bist du gemacht
11. Bade in Liebe
12. Was war das was da war?
13. Darkside
14. Soccer six 3D
15. Beissen
16. Iiieeenk - oiiink
17. Ende
18. Verführung
19. Endspiel

## Film della saga
- La tribù del pallone - Sfida agli invincibili
- La tribù del pallone - Uno stadio per la tribù
- La tribù del pallone - Tutti per uno
- La tribù del pallone - Alla conquista della coppa
- La tribù del pallone - L'ultimo goal
- La tribù del pallone - La leggenda vive